# Eutelia glauca
Eutelia glauca là một loài bướm đêm trong họ Noctuidae.